# Olympische Sommerspiele 1984/Leichtathletik – 5000 m (Männer)

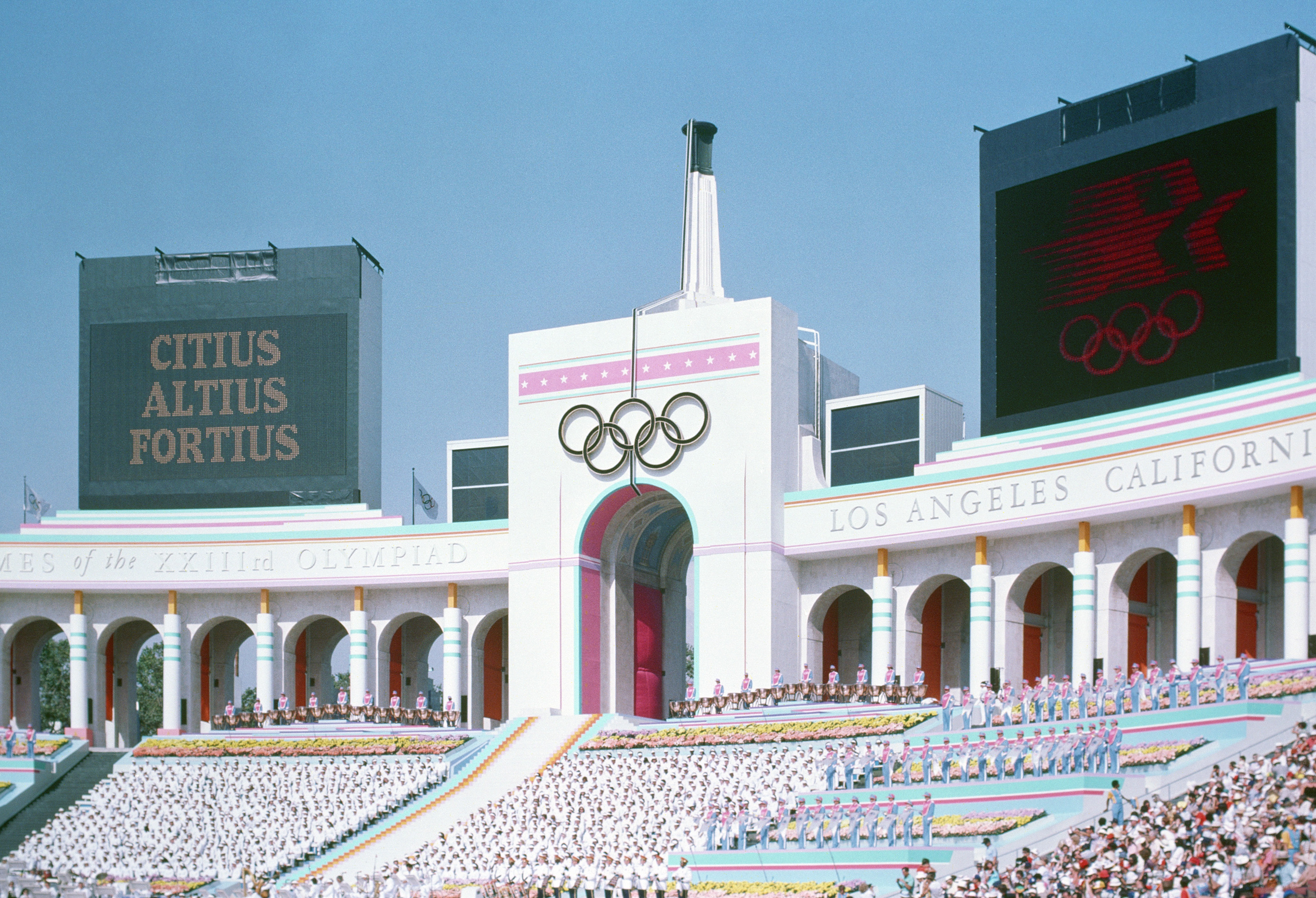
Blick auf des Eingangstor des Los Angeles Memorial Coliseum

Der 5000-Meter-Lauf der Männer bei den Olympischen Spielen 1984 in Los Angeles wurde am 8., 9. und 11. August 1984 im Los Angeles Memorial Coliseum ausgetragen. 56 Athleten nahmen teil.
Olympiasieger wurde der Marokkaner Saïd Aouita. Er gewann vor dem Schweizer Markus Ryffel und dem Portugiesen António Leitão.
Die Bundesrepublik Deutschland wurde durch Christoph Herle und Uwe Mönkemeyer vertreten, die beide ihre Halbfinalläufe abbrachen.

Läufer aus Österreich und Liechtenstein nahmen nicht teil. Athleten aus der DDR waren wegen des Olympiaboykotts ebenfalls nicht dabei.

## Aktuelle Titelträger
| Olympiasieger 1980                      | Miruts Yifter ( Äthiopien)           | 13:21,0 min  | Moskau 1980   |
| Weltmeister 1983                        | Eamonn Coghlan ( Irland)             | 13:28,53 min | Helsinki 1983 |
| Europameister 1982                      | Thomas Wessinghage ( BR Deutschland) | 13:28,90 min | Athen 1982    |
| Panamerikanischer Meister 1983          | Eduardo Castro ( Mexiko)             | 13:54,11 min | Caracas 1983  |
| Zentralamerika und Karibik-Meister 1983 | Gerardo Alcalá ( Mexiko)             | 14:11,91 min | Havanna 1983  |
| Südamerika-Meister 1983                 | Omar Aguilar ( Chile)                | 14:00,9 min  | Santa Fe 1983 |
| Asienmeister 1983                       | Zhang Guowei ( Volksrepublik China)  | 14:07,72 min | Kuwait 1983   |
| Afrikameister 1982                      | Wodajo Bulti ( Äthiopien)            | 13:45,34 min | Kairo 1982    |

## Rekorde

### Bestehende Rekorde
| Weltrekord         | 13:00,41 min | David Moorcroft ( Großbritannien) | Oslo, Norwegen              | 7. Juli 1982  |
| Olympischer Rekord | 13:20,34 min | Brendan Foster ( Großbritannien)  | Vorlauf OS Montreal, Kanada | 28. Juli 1976 |

### Rekordverbesserung
Der marokkanische Olympiasieger Saïd Aouita verbesserte den bestehenden olympischen Rekord im Finale am 11. August um 14,75 Sekunden auf 13:05,59 min. Den Weltrekord verfehlte er um 5,18 Sekunden.

## Doping
In diesem Wettbewerb gab es einen Dopingfall. Der Finne Martti Vainio war nach seinem zweiten Platz über 10.000 Meter positiv auf den Einsatz von Primobolan, das als Methenolon zu den verbotenen anabolen Steroiden gehört, getestet worden. Seine Silbermedaille wurde ihm aberkannt und für das Finale über 5000 Meter wurde er folgerichtig gesperrt.
Benachteiligt wurden zwei Läufer, die eigentlich für die jeweils nachfolgende Runde qualifiziert gewesen wären:
- Vincent Rousseau, Belgien – als Sechster des ersten Vorlaufs eigentlich für das Halbfinale qualifiziert
- João Campos, Portugal – über seine Zeit im zweiten Halbfinale eigentlich für das Finale qualifiziert

## Vorrunde
Datum: 8. August 1984
Die 56 Teilnehmer wurden in einer der Vorrunde in vier Läufe gelost. Für das Halbfinale qualifizierten sich pro Lauf die ersten sechs Athleten. Darüber hinaus erreichten die sechs Zeitschnellsten, die sogenannten Lucky Loser, ins Halbfinale. Die direkt qualifizierten Athleten sind hellblau, die Lucky Loser hellgrün unterlegt.
Der Portugiese Ezequiel Canário erzielte mit 13:43,28 min in Lauf eins die schnellste Vorlaufzeit. Der langsamste direkt qualifizierte Athlet war Doug Padilla aus den USA in Lauf eins mit 13:52,56 min. Der schnellste Athlet, der sich nicht qualifizieren konnte, war der Italiener Antonio Selvaggio, der im vierten Lauf mit 13:55,73 min ausschied. Antonio ist der Zwillingsbruder von Piero Selvaggio, der ebenfalls im Vorlauf ausschied (Lauf zwei).

### Vorlauf 1
| Platz | Name               | Nation         | Zeit         | Anmerkung                                  |
| ----- | ------------------ | -------------- | ------------ | ------------------------------------------ |
| 1     | Ezequiel Canário   | Portugal       | 13:43,28 min |                                            |
| 2     | Tim Hutchings      | Großbritannien | 13:46,01 min |                                            |
| 3     | Ray Flynn          | Irland         | 13:46,84 min |                                            |
| 4     | Wilson Waigwa      | Kenia          | 13:48,84 min |                                            |
| 5     | Doug Padilla       | USA            | 13:52,56 min |                                            |
| 6     | Vincent Rousseau   | Belgien        | 13:57,96 min | eigentlich für das Halbfinale qualifiziert |
| 7     | José João da Silva | Brasilien      | 14:03,44 min |                                            |
| 8     | Jorge García       | Spanien        | 14:12,15 min |                                            |
| 9     | Mohamed Rutitingwa | Tansania       | 14:27,78 min |                                            |
| 10    | Julio Gómez        | Argentinien    | 14:28,48 min |                                            |
| 11    | George Mambosasa   | Malawi         | 14:48,08 min |                                            |
| 12    | Basil Kilani       | Jordanien      | 15:20,58 min |                                            |
| 13    | Nimley Twegbe      | Liberia        | 17:36,69 min |                                            |
| DNF   | Ali Mohamed Hufane | Somalia        |              |                                            |
| DOP   | Martti Vainio      | Finnland       | 13:45,16 min | für das Halbfinale zugelassen              |

### Vorlauf 2

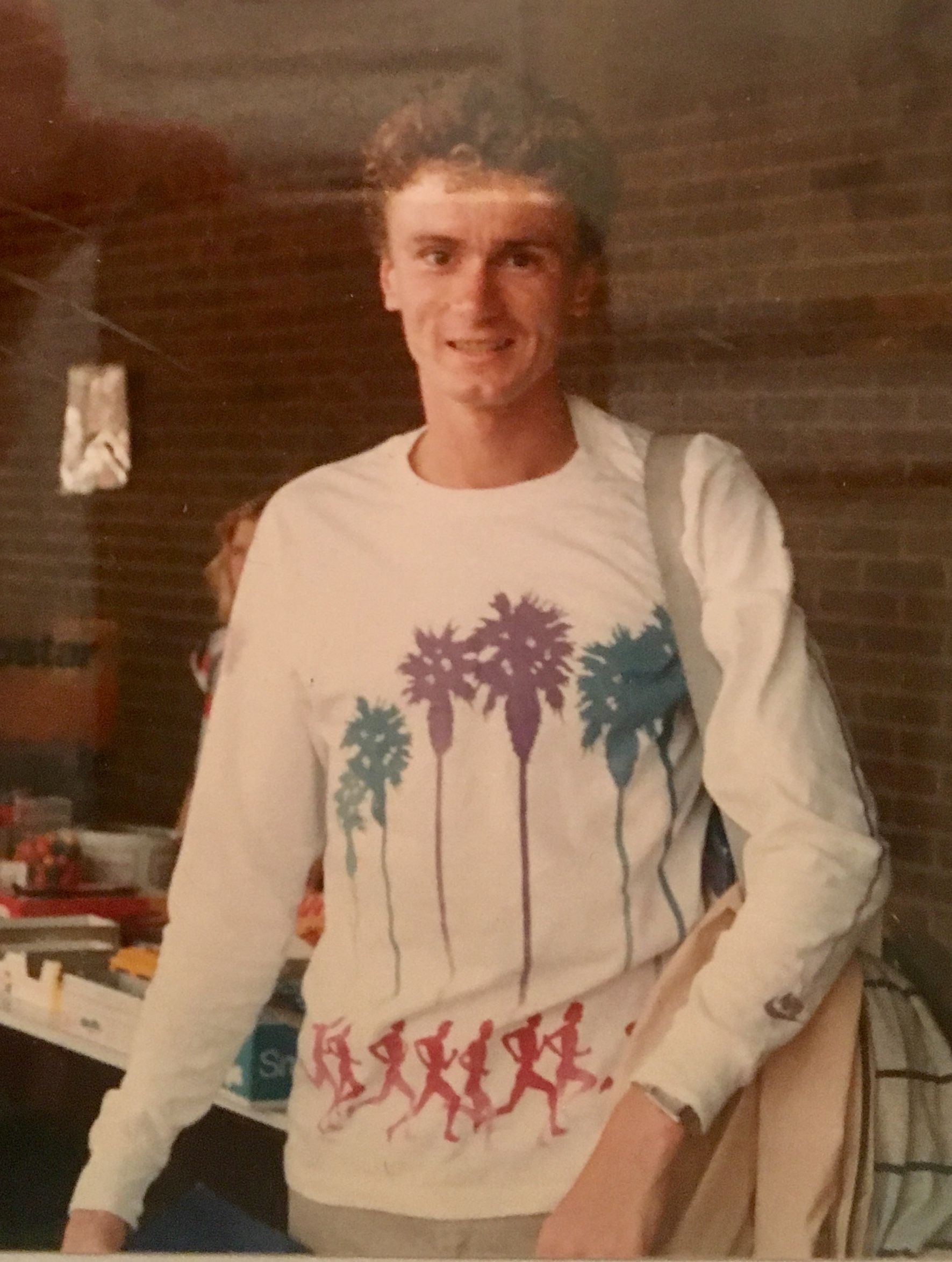
Es reichte nicht für Stijn Jaspers: zum Halbfinale fehlten ihm gut fünf Sekunden

| Platz | Name               | Nation                  | Zeit         |
| ----- | ------------------ | ----------------------- | ------------ |
| 1     | Mats Erixon        | Schweden                | 13:44,45 min |
| 2     | John Walker        | Neuseeland              | 13:44,75 min |
| 3     | Don Clary          | USA                     | 13:44,97 min |
| 4     | Saïd Aouita        | Marokko                 | 13:45,66 min |
| 5     | Bob Verbeeck       | Belgien                 | 13:46,27 min |
| 6     | Christoph Herle    | BR Deutschland          | 13:46,35 min |
| 7     | Paul Williams      | Kanada                  | 13:47,56 min |
| 8     | Stijn Jaspers      | Niederlande             | 13:58,51 min |
| 9     | Ahmed Musa Jouda   | Sudan                   | 13:59,41 min |
| 10    | Piero Selvaggio    | Italien                 | 14:04,74 min |
| 11    | Necdet Ayaz        | Türkei                  | 14:36,89 min |
| 12    | Eugène Muslar      | Belize                  | 15:05,78 min |
| 13    | Tau John Tokwepota | Papua-Neuguinea         | 15:24,68 min |
| 14    | Ruddy Cornielle    | Dominikanische Republik | 17:16,77 min |
| DNF   | Féthi Baccouche    | Tunesien                |              |

### Vorlauf 3
| Platz | Name              | Nation         | Zeit         |
| ----- | ----------------- | -------------- | ------------ |
| 1     | Charles Cheruiyot | Kenia          | 13:45,99 min |
| 2     | Steve Lacy        | USA            | 13:46,16 min |
| 2     | Eamonn Martin     | Großbritannien | 13:46,16 min |
| 2     | Markus Ryffel     | Schweiz        | 13:46,16 min |
| 5     | João Campos       | Portugal       | 13:46,27 min |
| 6     | Salvatore Antibo  | Italien        | 13:46,32 min |
| 7     | Zephaniah Ncube   | Simbabwe       | 13:46,33 min |
| 8     | Uwe Mönkemeyer    | BR Deutschland | 13:48,66 min |
| 9     | Gerardo Alcalá    | Mexiko         | 13:50,60 min |
| 10    | Arie Gamliel      | Israel         | 14:02,98 min |
| 11    | Alphonse Swai     | Tansania       | 14:22,20 min |
| 12    | Luis Tipán        | Ecuador        | 14:52,43 min |
| 13    | Ramón López       | Paraguay       | 15:15,64 min |
| DNS   | Gregory Duhaime   | Kanada         |              |

### Vorlauf 4
| Platz | Name                 | Nation                       | Zeit         |
| ----- | -------------------- | ---------------------------- | ------------ |
| 1     | António Leitão       | Portugal                     | 13:51,33 min |
| 2     | David Moorcroft      | Großbritannien               | 13:51,40 min |
| 3     | Eduardo Castro       | Mexiko                       | 13:51,46 min |
| 4     | Antti Loikkanen      | Finnland                     | 13:51,47 min |
| 5     | Abderrazak Bounour   | Algerien                     | 13:51,52 min |
| 6     | Omar Aguilar         | Chile                        | 13:51,53 min |
| 7     | Paul Kipkoech        | Kenia                        | 13:51,54 min |
| 8     | Zakariah Barie       | Tansania                     | 13:53,00 min |
| 9     | Antonio Selvaggio    | Italien                      | 13:55,73 min |
| 10    | Roger Soler          | Peru                         | 14:28,26 min |
| 11    | Orlando Mora         | Costa Rica                   | 14:33,49 min |
| 12    | Masini Situ-Kumbanga | Zaire                        | 15:02,52 min |
| 13    | Ali Al-Ghadi         | Vereinigte Arabische Emirate | 16:06,58 min |
| DNS   | Antonio Prieto       | Spanien                      |              |

## Halbfinale
Datum: 9. August 1984
In den beiden Halbfinalläufen qualifizierten sich pro Lauf die ersten sechs Athleten. Darüber hinaus waren die drei Zeitschnellsten, die sogenannten Lucky Loser, für das Weiterkommen vorgesehen. Zu diesen drei Lucky Losern gehörte allerdings der dopingbedingt disqualifizierte Martti Vainio, der für das Finale keine Startberechtigung erhielt. So qualifizierten sich über die Zeit nur zwei Läufer für das Finale, der nun eigentlich dritte Lucky Loser João Campos aus Portugal durfte nicht als eventueller Nachrücker im Finale starten.
Die direkt qualifizierten Athleten sind hellblau, die Lucky Loser hellgrün unterlegt.
Die Bestzeit des Halbfinales erzielte Saïd Aouita mit 13:28,39 min in Lauf zwei.

### Lauf 1
| Platz | Name               | Nation         | Zeit         |
| ----- | ------------------ | -------------- | ------------ |
| 1     | Wilson Waigwa      | Kenia          | 13:38,59 min |
| 2     | António Leitão     | Portugal       | 13:39,76 min |
| 3     | Markus Ryffel      | Schweiz        | 13:40,08 min |
| 4     | Ray Flynn          | Irland         | 13:40,74 min |
| 5     | Eamonn Martin      | Großbritannien | 13:41,70 min |
| 6     | Doug Padilla       | USA            | 13:41,73 min |
| 7     | Zakariah Barie     | Tansania       | 13:43,49 min |
| 8     | Gerardo Alcalá     | Mexiko         | 13:45,98 min |
| 9     | Paul Williams      | Kanada         | 13:46,34 min |
| 10    | Steve Lacy         | USA            | 13:46,65 min |
| 11    | Omar Aguilar       | Chile          | 13:51,13 min |
| 12    | Zephaniah Ncube    | Simbabwe       | 13:53,25 min |
| 13    | Abderrazak Bounour | Algerien       | 13:57,43 min |
| 14    | Antti Loikkanen    | Finnland       | 13:58,74 min |
| DNF   | Uwe Mönkemeyer     | BR Deutschland |              |

### Lauf 2
| Platz | Name              | Nation         | Zeit         | Anmerkung                              |
| ----- | ----------------- | -------------- | ------------ | -------------------------------------- |
| 1     | Saïd Aouita       | Marokko        | 13:28,39 min |                                        |
| 2     | David Moorcroft   | Großbritannien | 13:28,44 min |                                        |
| 3     | John Walker       | Neuseeland     | 13:28,48 min |                                        |
| 4     | Charles Cheruiyot | Kenia          | 13:28,56 min |                                        |
| 5     | Tim Hutchings     | Großbritannien | 13:28,60 min |                                        |
| 6     | Paul Kipkoech     | Kenia          | 13:29,08 min |                                        |
| 7     | Mats Erixon       | Schweden       | 13:29,77 min |                                        |
| 8     | Ezequiel Canário  | Portugal       | 13:32,64 min |                                        |
| 9     | João Campos       | Portugal       | 13:34,46 min | eigentlich für das Finale qualifiziert |
| 10    | Eduardo Castro    | Mexiko         | 13:42,04 min |                                        |
| 11    | Don Clary         | USA            | 13:46,02 min |                                        |
| 12    | Bob Verbeeck      | Belgien        | 13:46,03 min |                                        |
| 13    | Salvatore Antibo  | Italien        | 13:47,53 min |                                        |
| DNF   | Christoph Herle   | BR Deutschland |              |                                        |
| DOP   | Martti Vainio     | Finnland       | 13:30,48 min | nicht für das Finale zugelassen        |

## Finale

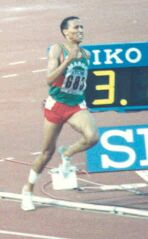
Olympiasieger Saïd Aouita (hier bei den Weltmeisterschaften 1987)

Datum: 11. August 1984
| Platz | Name              | Nation         | Zeit         | Anmerkung                                    |
| ----- | ----------------- | -------------- | ------------ | -------------------------------------------- |
| 1     | Saïd Aouita       | Marokko        | 13:05,59 min | OR                                           |
| 2     | Markus Ryffel     | Schweiz        | 13:07,54 min |                                              |
| 3     | António Leitão    | Portugal       | 13:09,20 min |                                              |
| 4     | Tim Hutchings     | Großbritannien | 13:11,50 min |                                              |
| 5     | Paul Kipkoech     | Kenia          | 13:14,40 min |                                              |
| 6     | Charles Cheruiyot | Kenia          | 13:18,41 min |                                              |
| 7     | Doug Padilla      | USA            | 13:23,56 min |                                              |
| 8     | John Walker       | Neuseeland     | 13:24,46 min |                                              |
| 9     | Ezequiel Canário  | Portugal       | 13:26,50 min |                                              |
| 10    | Wilson Waigwa     | Kenia          | 13:27,34 min |                                              |
| 11    | Ray Flynn         | Irland         | 13:34,50 min |                                              |
| 12    | Mats Erixon       | Schweden       | 13:41,64 min |                                              |
| 13    | Eamonn Martin     | Großbritannien | 13:53,34 min |                                              |
| 14    | David Moorcroft   | Großbritannien | 14:16,61 min |                                              |
| DOP   | Martti Vainio     | Finnland       |              | im Finale dopingbedingt keine Starterlaubnis |

Für das Finale hatten sich sowohl alle drei Kenianer als auch die drei Briten qualifiziert. Dazu kamen zwei Portugiesen sowie noch jeweils ein Läufer aus den USA, Marokko, Neuseeland, der Schweiz, Schweden und Irland. Der qualifizierte Finne Martti Vainio war wegen einer positiven Dopingprobe nach dem 10.000-Meter-Finale gesperrt worden und durfte folglich an diesem Finale nicht teilnehmen.
Der irische Weltmeister Eamonn Coghlan trat in Los Angeles wegen einer Verletzung nicht an. Auch der britische Weltrekordler David Moorcroft war verletzt und nicht im Vollbesitz seiner Kräfte, suchte dennoch hier seine Chance. Die Favoritenrolle fiel dem Marokkaner Saïd Aouita zu.
Das Feld blieb im Finalrennen lange zusammen, obwohl das Tempo mit Ezequiel Canário an der Spitze hoch war. Hinter Canário lief dessen Landsmann António Leitão auf Platz zwei vor Aouita. Der US-Läufer Doug Padilla, in der ersten Runde noch Dritter, fiel nach hinten zurück. In der nächsten Runde gingen dann Leitão und Aouita an Canário vorbei. Am Ende des Feldes lag Moorcroft, der augenscheinlich Probleme hatte.
Drei Runden vor Schluss hatte sich eine sechsköpfige Spitzengruppe gebildet. Leitão führte vor Aouita, dem Briten Tim Hutchings, dem Kenianer Paul Kipkoech, dem Schweizer Markus Ryffel und dem zweiten Kenianer Charles Cheruiyot. Cheruiyot verlor jedoch jetzt mehr und mehr den Anschluss. Kurz bevor es in die letzte Runde ging, verschärften Leitão, Aouita und Ryffel das Tempo, Hutchings und Kipkoech konnten nicht mithalten. Auf der Gegengeraden erfolgte der Angriff Aouitas. Mit Ryffel hinter sich zog er an Leitão vorbei. Siebzig Meter vor Schluss konnte Aouita sogar in die Menge winken, der Sieg war ihm nicht mehr zu nehmen. Er gewann mit neuem Olympiarekord vor Ryffel und Leitão. Hutchings belegte Rang vier vor Kipkoech.
Saïd Aouita war mit seinem Sieg der erste männliche Olympiasieger Marokkos.

Markus Ryffel gewann die erste Medaille der Schweiz über 5000 Meter, António Leitão die erste Medaille für Portugal.

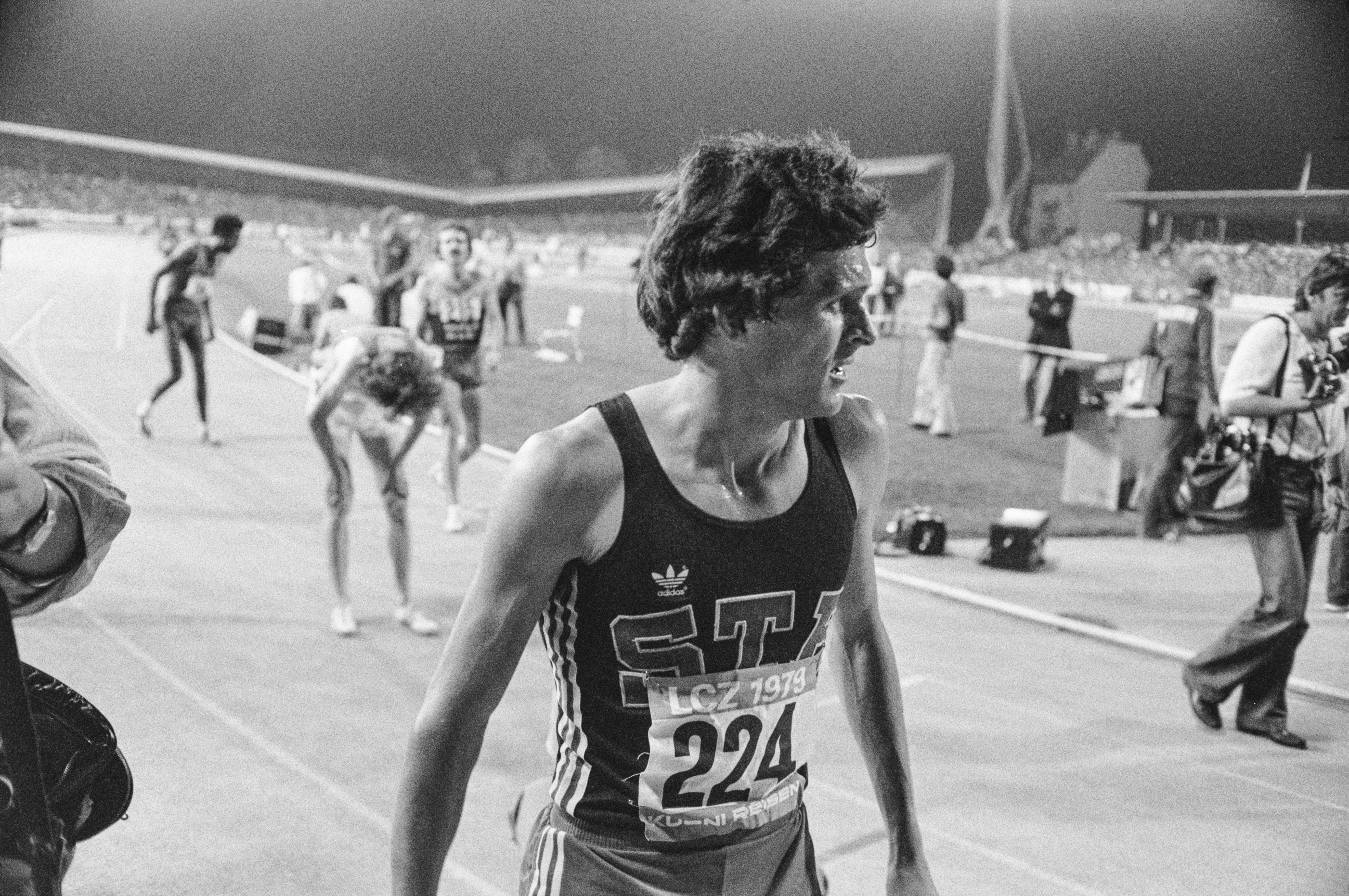
Silbermedaillengewinner Markus Ryffel
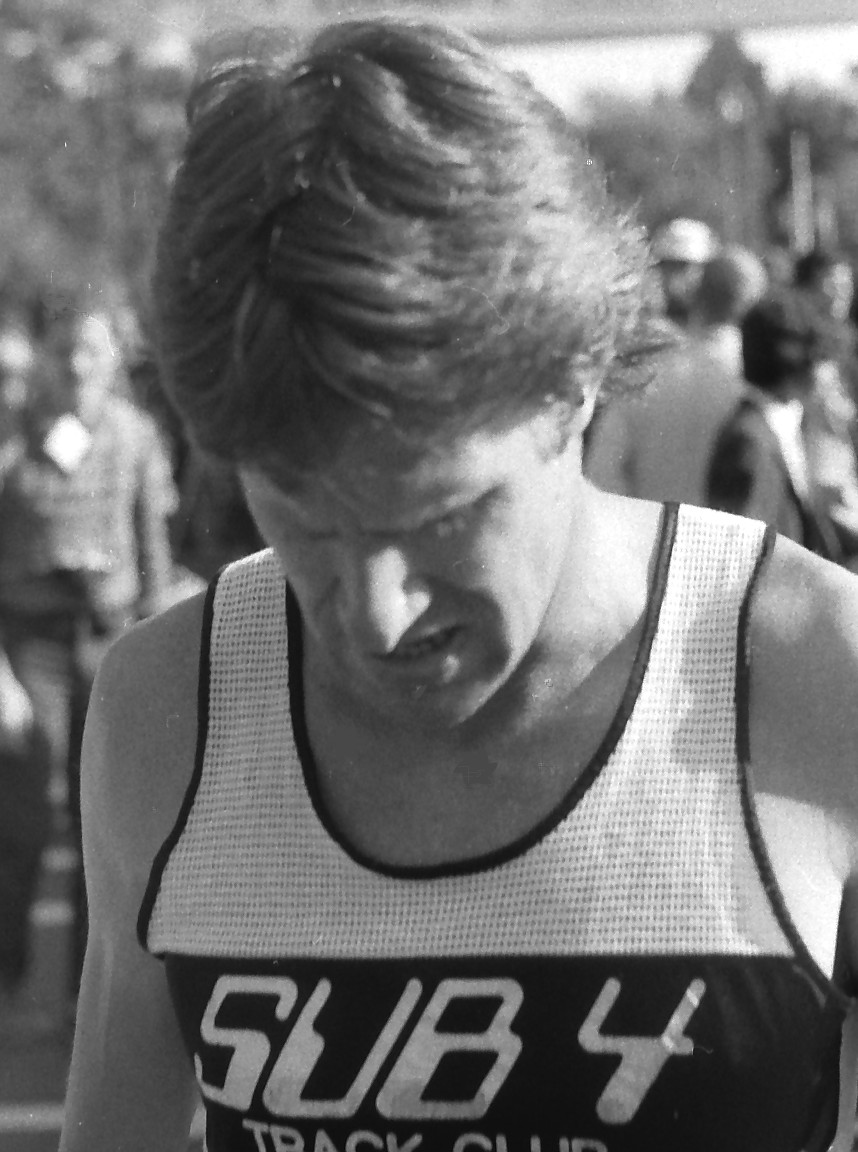
Rang acht gab es hier für den für 1500-Meter-Olympiasieger von 1976 John Walker
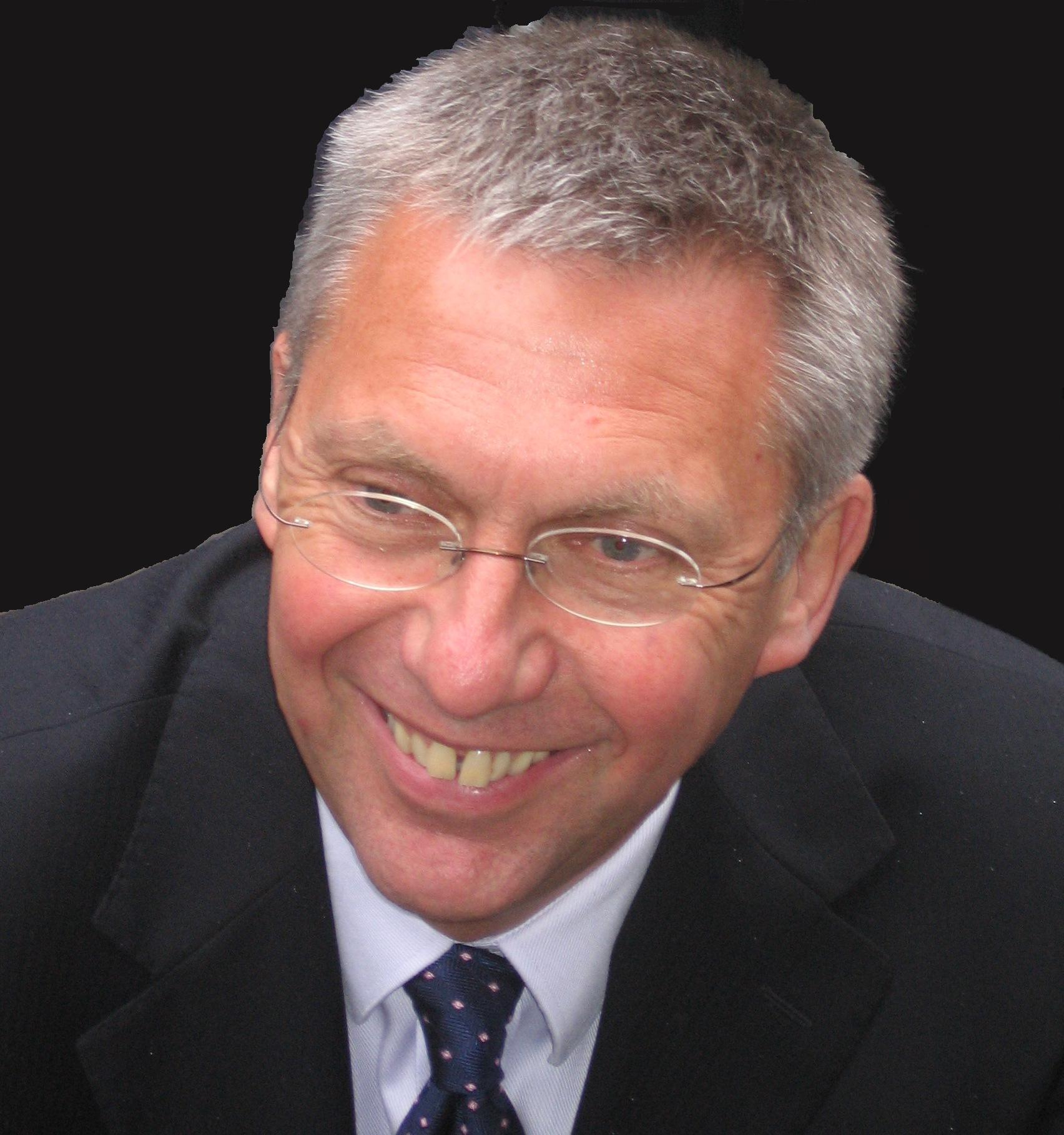
Der verletzungsbedingt angeschlagene Weltrekordinhaber David Moorcroft (hier im Jahr 2008) belegte Rang vierzehn

## Videolinks
- 1984-08-11 Olympic Men's 5,000 Meter - 5k, youtube.com, abgerufen am 8. November 2021
- Olympic Games 1984 5000m Final Los Angeles Mats Erixon Mölndals AIK, youtube.com, abgerufen am 7. Januar 2018